# Les Visiteurs (film, 1993)
Pour les articles homonymes, voir Les Visiteurs.
Série Les Visiteurs
Les Visiteurs II: les couloirs du temps
(1998)
Pour plus de détails, voir Fiche technique et Distribution.
Les Visiteurs est un film français réalisé par Jean-Marie Poiré, sorti en 1993.
Il rassemble Jean Reno dans le rôle de Godefroy de Montmirail, Christian Clavier dans le double rôle de Jacquouille la Fripouille et de son descendant Jacquart, Valérie Lemercier, Marie-Anne Chazel, Christian Bujeau, Isabelle Nanty, Didier Bénureau.
Pour un budget de cinquante millions de francs (sept millions et demi d'euros), le film a attiré quatorze millions de spectateurs au cinéma et fut classé à la première place du box-office français en 1993.
Le film a été nommé huit fois à la 19e cérémonie des César. Le César de la Meilleure actrice dans un second rôle a été décerné à Valérie Lemercier.
Le succès du film et sa fin ouverte engendrent une suite, Les Couloirs du temps : Les Visiteurs 2 (1998),  elle-même suivie par un troisième épisode, Les Visiteurs : La Révolution (2016). Cette trilogie a été réalisée exclusivement par Jean-Marie Poiré. Le film a connu un remake américain, Les Visiteurs en Amérique (2001).
Les Visiteurs est une des comédies les plus populaires du cinéma français,  et le 5e film français ayant engrangé le plus d'entrées, derrière Bienvenue chez les Ch'tis, Intouchables, La Grande Vadrouille et Astérix et Obélix : Mission Cléopâtre.

## Synopsis
| |  |  |
| L'acteur Dominique Hulin en référence et le moulage de sa tête conçu par Jacques Gastineau pour les effets spéciaux de la scène où Godefroy décapite un soldat ennemi. |  |  |

En 1123, le roi Louis VI, dit « le Gros », a un rendez-vous galant clandestin avec une nièce du roi d'Angleterre, dans une cahute située dans la campagne française, mais encore anglaise à l'époque. Un vassal du roi, le comte Godefroy de Montmirail, dit « le Hardi », surveille les abords. Surviennent les ennemis anglais, dont le roi qui, furieux du comportement de sa nièce, la frappe au visage, et tue sa dame de compagnie à l'arbalète, pendant que ses hommes pourchassent Louis VI. Ce dernier fait face à un soldat anglais gigantesque, dont la tête semble repousser car il l'a rentrée dans son armure au moment où le roi en faisait sauter le casque. Le comte sauve la vie de son suzerain en « abrayant » définitivement la tête de l'« Anglois abominatif. » 
En récompense, Louis VI décide que Godefroy pourra, comme il le souhaite, épouser Frénégonde de Pouille, fille du duc Fulbert de Pouille. Le comte, accompagné de ses hommes et de son écuyer Jacquouille la Fripouille, part vers son château, où doit se dérouler le mariage. 
Pour arriver au château plus rapidement, Godefroy souhaite passer par la forêt de Malcombe, malgré les avertissements de ses hommes, qui déclarent qu'elle y abrite une sorcière réputée pour être une experte en malédictions et sortilèges. Godefroy ne peut pas faire attendre sa promise. Ils passent ainsi devant la hutte de la sorcière, afin de tenter une attaque surprise. Ils y découvrent à l'intérieur une ambiance de messe noire où la sorcière fait rajeunir une vieille dame grâce à un sombre rituel. Ils la capturent et l'emprisonnent dans une cage ambulante. Les hommes de Godefroy se demandent par quel moyen lent et sordide ils vont la tuer. Le comte, n'aimant pas la torture sur ses terres, déclare que la brûler vive sera suffisant.
Godefroy met ses plus beaux atours et sa plus belle « coquille ». Au château, on festoie en l'attendant, et les trompettes annoncent le comte en vue. Frénégonde, follement amoureuse, court hors du château pour le rejoindre, poursuivie par son père qui veut l'arrêter car « Point fille de duc ne court au devant d'un simple comte ! » . 
Profitant d'un moment d'inattention, la sorcière allonge un bras démesuré et verse une potion hallucinogène dans la gourde de Godefroy. Le comte en boit, et voit le château se déformer, ses hommes avec des faces de porc et de rat. Il aperçoit sa promise courant vers lui, mais il la voit poursuivie par son père que, victime du sortilège, il prend pour un ours. Pour protéger Frénégonde, il prend son arbalète et abat son futur beau-père d'un carreau en plein front.
Les occupants du château se recueillent dans sa chapelle auprès de la dépouille du duc. Frénégonde annonce se retirer au couvent : elle ne peut épouser l'homme qui a tué son père. Godefroy accepte ainsi de ne pas avoir de descendance. Jacquouille profite de ce que les lieux se vident pour s'emparer des bijoux du duc, bagues et collier d'or serti de pierres précieuses, qu'il cache dans la tête creuse d'une statue de la chapelle.
Godefroy va consulter le mage Eusæbius, qui lui propose une potion pour remonter un peu le temps, afin d'en changer le cours et éviter la mort du duc. Le comte fait tester la potion à son écuyer, puis la boit. Le mage Eusæbius récite alors une formule magique latine « Per Horus et per Ra et per Sol Invictus duceres ». Le comte devient statue de cristal, son serviteur excréments, puis tous deux se volatilisent. Eusæbius annonce : « Ils sont partis dans les couloirs du temps ! » Mais il s'aperçoit qu'il a oublié un ingrédient dans la potion, les œufs de caille, ce qui est catastrophique car ils sont en réalité envoyés au XXe siècle.

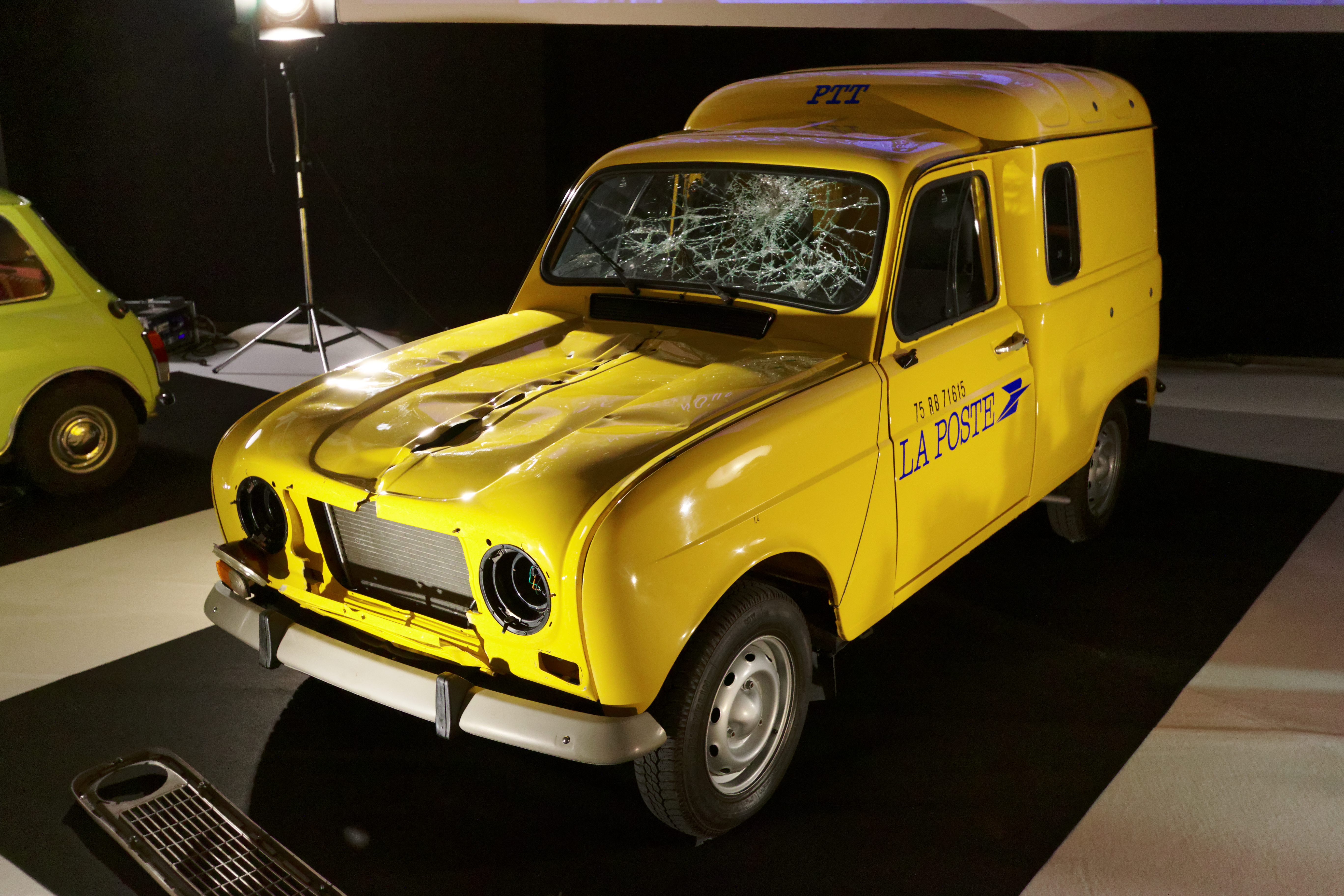
Réplique de la Renault 4L de La Poste du Sarrasin, défoncée par les deux médiévaux, exposée lors du Mondial de l'automobile de Paris 2016.

Jacquouille et Godefroy se réveillent dans un bois qu'ils ne reconnaissent pas. Godefroy tombe sur des détritus inconnus, et Jacquouille découvre une route goudronnée. Une Renault 4L de La Poste arrive et freine brutalement devant Jacquouille stupéfait, qui tape la voiture. Un postier noir sort du véhicule. Jacquouille, effrayé, court au bois avertir son maître de la présence d'un « Sarrasin » dans une « charriote du diable. » Le postier voit arriver vers lui les deux médiévaux, l'air menaçant. Godefroy jette sa masse d'armes sur la voiture. Le facteur s'enfuit et les deux voyageurs s'acharnent sur le véhicule.
Godefroy, à cheval, et son écuyer, découvrent leur propre terre au XXe siècle. Ils volent de la nourriture aux abords d'un restaurant. Ginette Sarcley, une SDF extravertie les aborde, ce qui les gêne pour se cacher. Ils veulent la chasser avec quelques pièces, mais croyant avoir affaire à des acteurs, elle leur montre son savoir-faire et chante à tue-tête une chanson de Patrick Bruel. Le gérant du restaurant sort un fusil et tire sur eux. Godefroy s'enfuit à cheval et Jacquouille part avec Ginette.
Le comte affolé galope éperdument dans un décor moderne qui lui est inconnu et paraît agressif : avions, trains, pylônes électriques. Il entre à cheval dans une église, se jette au sol et implore du prêtre stupéfait le droit d'asile. Celui-ci téléphone à une dame de sa paroisse, Béatrice de Montmirail et l'informe qu'un homme se présente comme le comte de Montmirail, arborant les armes de sa famille sur sa tunique. Godefroy découvre stupéfait un calendrier portant la date du 27 octobre 1992.
Quand Béatrice arrive, Godefroy la prend pour sa promise Frénégonde, car elle lui ressemble énormément. Puis il réalise qu’elle n'est que sa lointaine descendante. Il lui dit venir du XIIe siècle, mais elle ne le croit évidemment pas, et appelle la gendarmerie. Godefroy brutalise le gendarme et le docteur venus se rendre compte de la situation. Il jette le médecin par la fenêtre, et sort affronter tout un escadron de CRS, en criant « Montjoie ! Saint-Denis ! » et « Que trépasse si je faiblis ! » devise de sa famille, ce qui fait penser à Béatrice que Godefroy est un parent. Le comte est maîtrisé par les CRS, bourré de barbituriques, puis envoyé à l’hôpital psychiatrique.
Jacquouille, pendant ce temps, fait connaissance avec Ginette. Elle le voit comme un homme de sa condition et lui parle « dru ». Elle se méprend sur ce qu'il lui confie, mais comprend que Godefroy est de la famille de Béatrice de Montmirail. Ginette connaît la comtesse, qui habite à côté. Elle guide Jacquouille chez celle-ci, afin de parler de Godefroy, que la SDF croit être un « cascadeur et catcheur ». Béatrice se méprend sur Godefroy et pense qu'il est son cousin Hubert, descendant de Godefroy et pilote de rallye disparu depuis plusieurs années, et revenu amnésique après un accident à Bornéo, durant le Raid Gauloises. Elle réalise qu'elle a envoyé par erreur cet homme à l'asile et se rend sur place avec son mari, Jean-Pierre, pour le faire libérer.
Béatrice emmène les deux voyageurs temporels chez elle. Ils découvrent stupéfaits l'électricité, confondent lavabo et WC, vident une bouteille de parfum dans la baignoire, inondent le salon... Godefroy s'étonne qu'en tant que Montmirail, elle ne vive pas au château du même nom. Elle lui apprend que sa famille n'y vit plus depuis longtemps. La bâtisse a été rachetée par Jacques-Henri Jacquart, un « garçon assez nouveau riche, un petit peu précieux, de la famille de [leurs] anciens métayers ». Dans la soirée, Jacquart arrive en urgence, accompagné de M. Berney, président d'un groupe bancaire, en symposium au château, et qui souffre d'une rage de dents; or le mari de Béatrice est dentiste. Pendant que Jean-Pierre s'occupe de Berney, Jacquart, descendant direct de Jacquouille, et qui lui ressemble comme un frère, fait la connaissance des deux médiévaux. Godefroy lui propose de racheter le château, n'admettant pas qu'un gueux puisse en être propriétaire, mais Jacquart refuse et s'en va, outré que Béatrice le prenne pour le frère de Jacquouille.

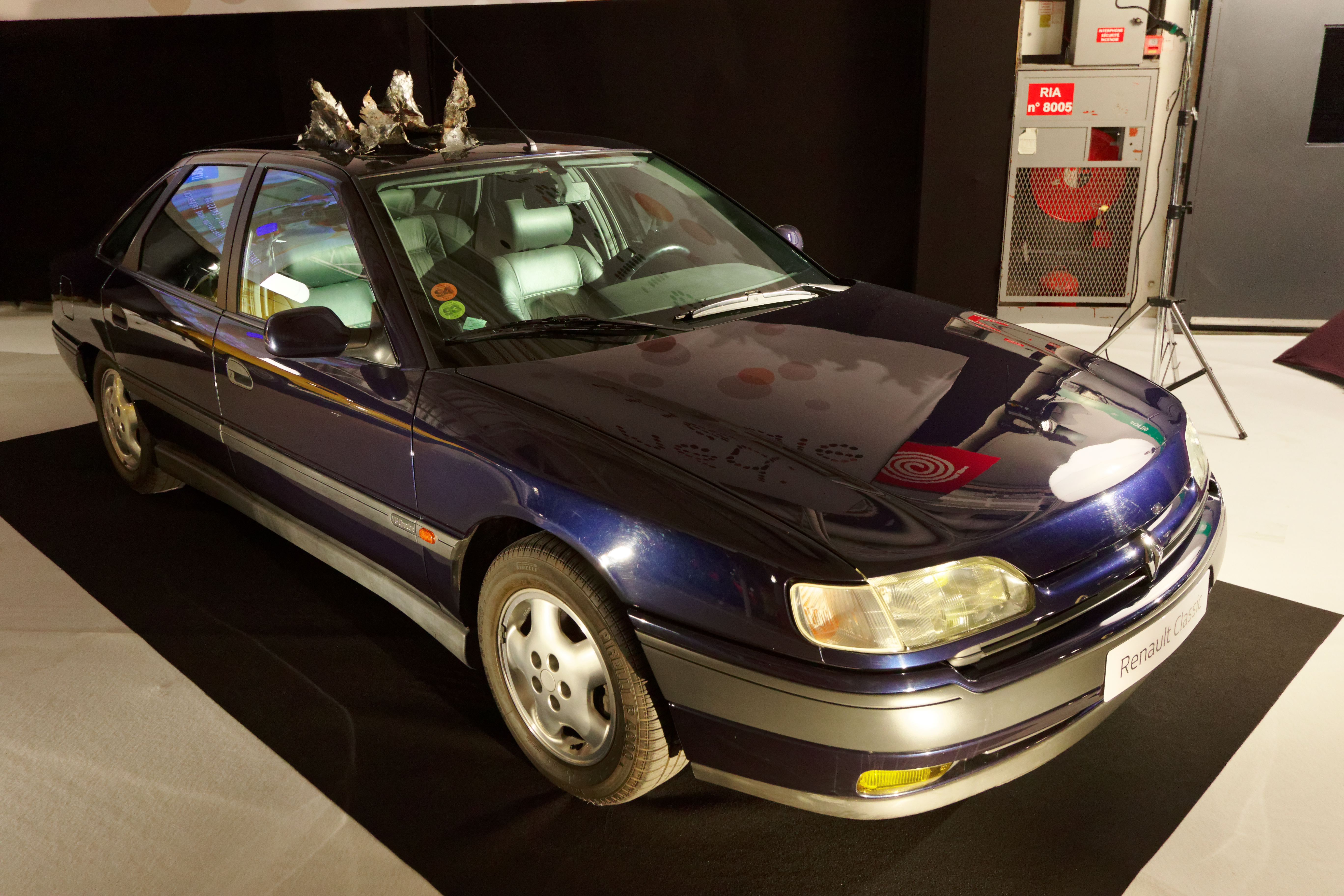
La Renault Safrane des Goulard, au toit troué par l'explosion de la bague, exposée lors du Mondial de l'automobile de Paris 2016.

Godefroy demande à Béatrice de lui raconter l'histoire de France depuis Louis VI le Gros. Alors qu'elle lui présente l'encyclopédie Larousse, qu'il n'apprécie guère car il n'y est pas mentionné, Beatrice remarque à sa main une chevalière portant le sceau du Hardi. Elle pense que son cousin Hubert l'a volée au château. Le lendemain, elle part à Montmirail accompagnée de Godefroy et de Jacquouille pour y restituer la bague. Le comte soutient que cette bague est la sienne, mais Béatrice sait qu'il n'y en a qu'une et qu'elle ne peut être à la fois avec lui et au château. Cette incohérence déchaîne les éléments. Le ciel devient menaçant. Au même moment, la bague du Hardi chauffe à blanc, grésille dans une vitrine du château, perturbant la réunion du président Berney. Plus la voiture se rapproche du château, plus la situation empire : les deux bagues se rejoignent en passant l’une par la fenêtre du château, l’autre par le toit de la voiture. Au contact, elles implosent, le ciel redevient normal, et des retombées brûlantes finissent sur la voiture de Jacquart, la détruisant. Des cendres salissent celle du Mr.Berney. Jacquart, sous les menaces de procès de Fabienne Morlot, la secrétaire du président, essaie de nettoyer en disant que « c'est OK ! ». Jacquouille semble apprécier cette expression et l'adopte dans son vocabulaire. 

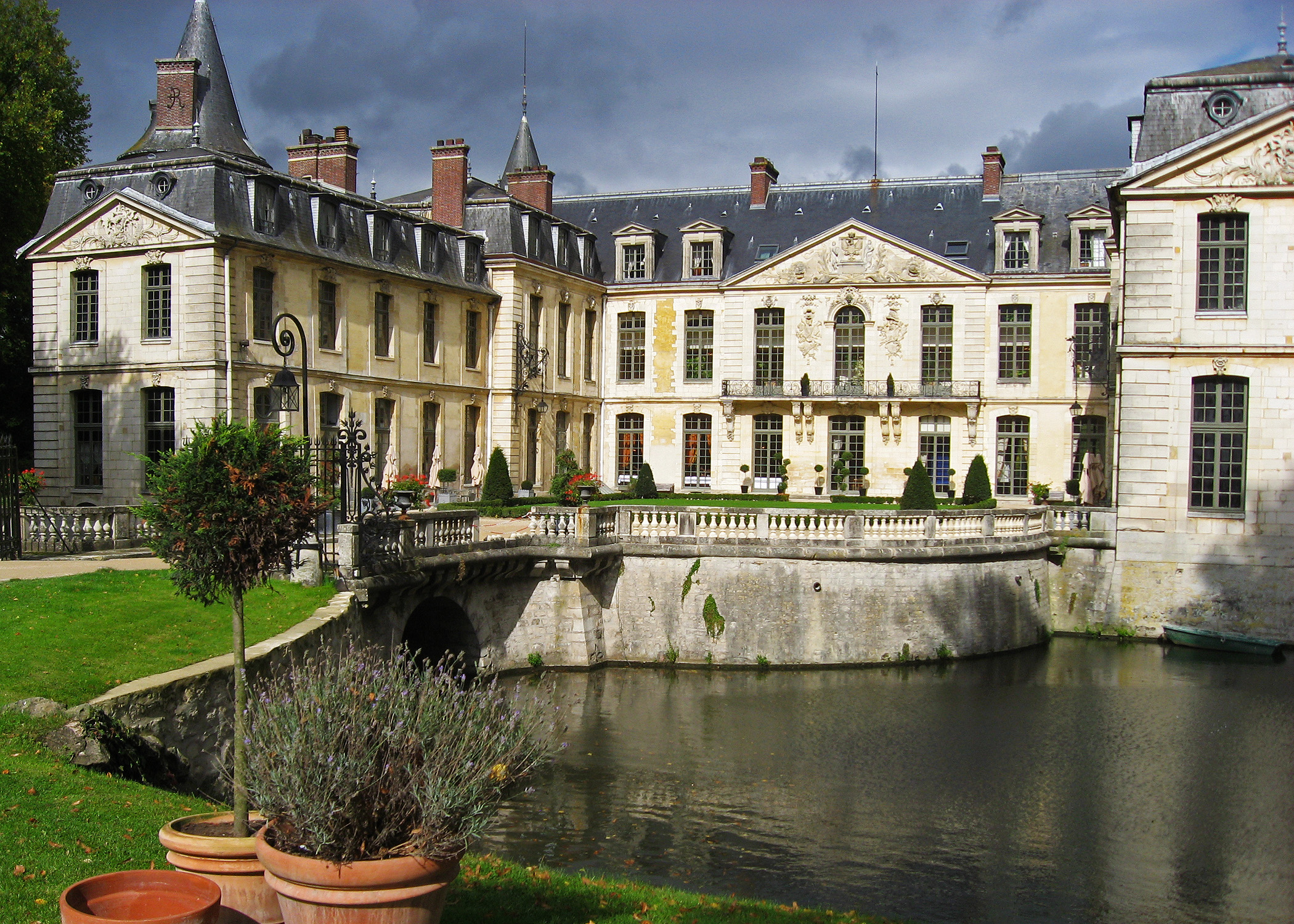
Le château de Montmirail à l'époque contemporaine, en réalité le château d'Ermenonville.

Godefroy demande à la réceptionniste de lui montrer la chambre du Hardi. Il fait part à Béatrice de sa volonté de séjourner ici, parce qu'« Un Montmirail loge à Montmirail ». Béatrice et surtout son mari sont réticents face à un séjour coûteux. Godefroy veut payer Jacquart avec ses deniers d'époque, mais devant le refus de Jacquart, c'est Béatrice qui paye. Godefroy et son écuyer vont à la chambre du Hardi où ils congédient rudement la réceptionniste. Godefroy actionne dans la cheminée féodale un mécanisme secret ouvrant un passage souterrain. Jacquart, Béatrice et la réceptionniste entrent dans la suite pendant que les deux voyageurs sont dans le passage secret qui s'est refermé derrière eux. Godefroy et Jacquouille reviennent avec fracas dans la chambre, couverts de suie. Ils prétextent avoir dû grimper dans la cheminée pour dégager une grosse motte d'étoupe. Béatrice pressent un mensonge et demande des explications. Godefroy lui répond qu'il n'est pas le cousin Hubert, mais son aîeul le Hardi, ce qu'elle refuse toujours de croire. Il lui montre alors le souterrain. Pendant ce temps, Jacquouille croise Fabienne, qui le prend pour le frère de Jacquart. Il lui raconte le destin tragique de ses parents, morts au Moyen-Âge, mais elle pense que c'est arrivé à ceux de Jacquart. Lorsqu'elle exprime ses condoléances à ce dernier, il en devient très irrité du fait qu'elle se mêle de ce qui ne la regarde pas. Fabienne partie, Jacquouille va au secours de Ginette, importunée sur la pelouse par le majordome du château. Il finit par la laisser tranquille, croyant lui aussi que Jacquouille est le frère du patron. Après avoir cassé une armure dans le bureau de la direction, Ginette et l'écuyer sont poursuivis par le malinois que Jacquart a lâché sur eux. Jacquouille va dans la chapelle y retrouver le trésor du duc, qu'il avait caché en 1123, suivi de près par Ginette, avide de trésors. Elle en est aux anges en découvrant qu'il ne mentait pas lorsque Jacquouille sort les bijoux, intacts. Ils parviennent à tendre un piège au chien enragé et s'enfuient de la chapelle.
Béatrice revient avec une lampe torche pour explorer le souterrain avec Godefroy. Ils découvrent le laboratoire de l'enchanteur, mais ses grimoires, moisis, tombent en poussière. Ils remarquent alors un message contemporain, indiquant à Godefroy de téléphoner à Ferdinand Eusèbe, médium-guérisseur et descendant du mage Eusæbius : il a confectionné pour Godefroy, à partir du grimoire de son ancêtre, la potion lui permettant de regagner son époque. Il demande au comte de repartir au plus vite avec son écuyer, car son aïeul est torturé, et un autre futur, où Godefroy n'aura pas eu de descendance, se produira. De retour au château, Godefroy reçoit un appel de Jacquouille, qui a vendu les bijoux et acheté voiture clinquante et habits chics, et s'amuse au bowling avec Ginette. Il apprend à son seigneur qu'il ne veut plus revenir au Moyen-Âge. Godefroy bluffe alors en disant à son écuyer que s'ils ne repartent pas, leurs corps vont se décomposer, donnant pour preuve l'haleine fétide de Jacquouille, qualifiée peu après l'appel de « véritable infection » par un barman du bowling. Il se résout donc à revenir au château. Godefroy retrouve Béatrice, qui faisait visiter le souterrain à Jean-Pierre. Le comte les congédie, mais Jacquart, accompagné du maréchal des Logis Gibbons, surgit dans la chambre. Godefroy les enferme alors dans le souterrain et les gave de somnifères.

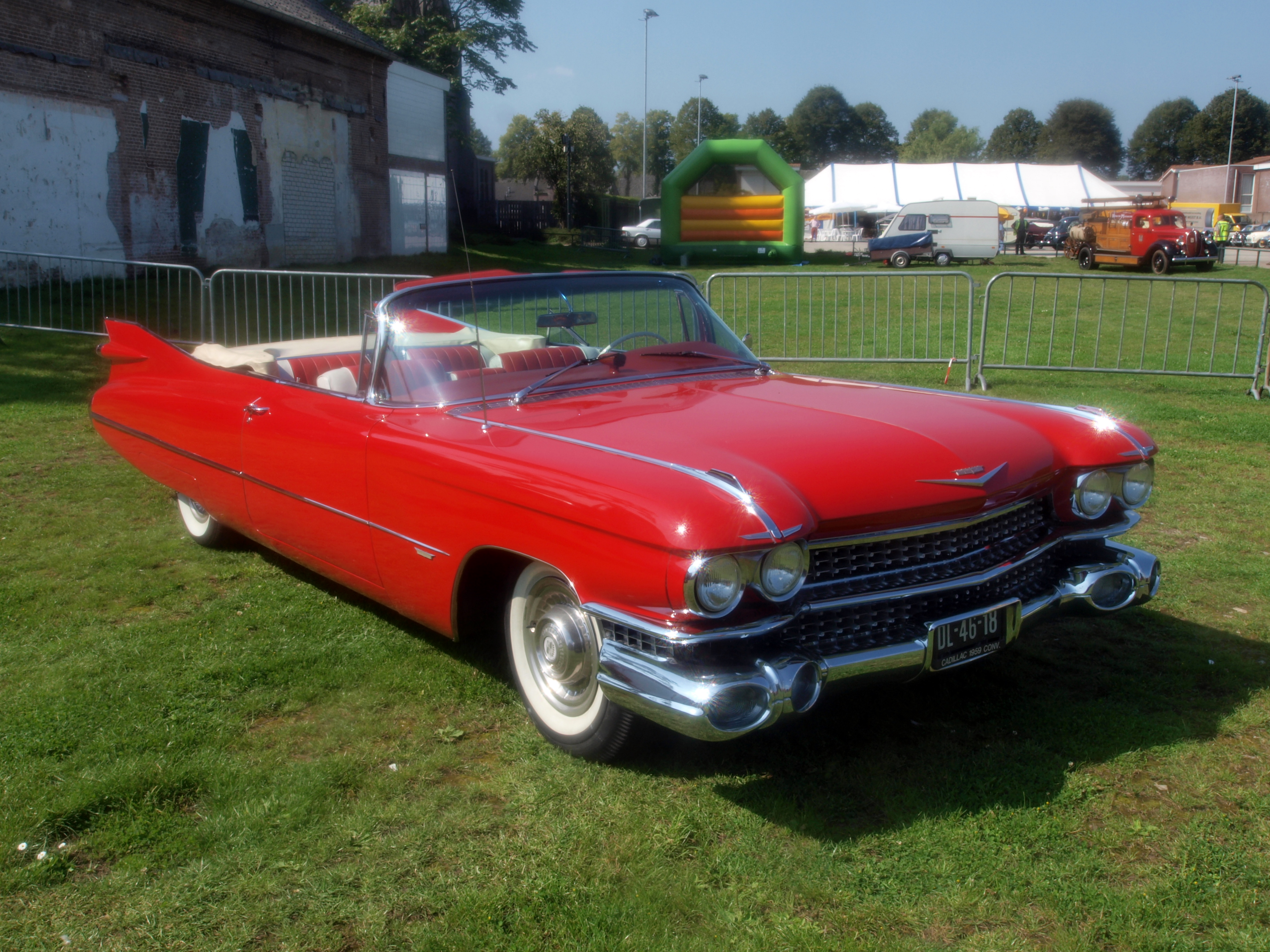
Grâce aux bijoux du duc de Pouilles, Ginette et Jacquouille achètent une Cadillac Série 62.

Au dîner, alors que Godefroy raconte ses exploits, Jacquouille revient au château avec Ginette au volant d'une Cadillac, et annonce à son maître qu'il peut rester ici, car il a découvert le dentifrice, « remède contre le pourrissement ». Ulcéré, Godefroy l'empoigne, l'emmène dans la chambre du Hardi et lui ordonne de l'accompagner. Béatrice arrive et demande des explications. Alors que Godefroy lui répète qu'il est bien le Hardi, Jacquouille profite de ce répit pour se rendre dans le souterrain, chercher Jacquart, rendu groggy par les somnifères, échanger ses vêtements avec les siens, et le mettre à sa place dans la chambre. Godefroy fait alors boire la potion à Jacquart avant de réciter la formule pour le ramener en 1123. Béatrice, émue, comprend que Godefroy est bel et bien son ancêtre. Tout aussi ému, celui-ci boit à son tour la potion et, après avoir fait ses adieux à sa descendante, récite la formule. Jean-Pierre et les gendarmes font alors irruption dans la chambre. Jacquouille apparaît, avant de s'éclipser pour rejoindre Ginette. Béatrice comprend la supercherie de ce dernier.
Godefroy revient à son époque quelques instants avant son tir à l’arbalète. Il se souvient des paroles de l’enchanteur et « trouve assez de force en lui-même » pour dévier le tir. Le carreau change alors de direction et se fiche dans le front de la sorcière de Malcombe. Le duc est sauvé, mais stupéfait par l'action de Godefroy, qui lui déclare que pour rien au monde, il ne voudrait le tuer. Il retrouve avec bonheur Frénégonde, qu’il pourra épouser. Jacquart se réveille dans la boue, entouré de paysans inquiétants qui se moquent de lui, et des hommes de Godefroy, qui le prend encore pour Jacqouille. Le film se termine sur Godefroy, en chemin vers le château, à cheval avec sa bien-aimée, qui récite de nouvelles expressions apprises pendant son séjour au XXe siècle, et Jacquart lui courant après, en criant « Cousin Hubert ! Qu'est-ce que c'est que ce binz ? ».

## Fiche technique
- Titre original : Les Visiteurs
- Titre international : The Visitors
- Réalisateur : Jean-Marie Poiré
- Scénario : Jean-Marie Poiré et Christian Clavier
- Musique : Éric Lévi et Felix Mendelssohn
- Direction artistique : Bertrand Seitz
- Décors : Hugues Tissandier
- Costumes : Catherine Leterrier
- Effets Spéciaux Maquillage : Jacques Gastineau
- Photographie : Jean-Yves Le Mener
- Son : Claude Villand, Jean Goudier, Frédéric Hamelin, Jean-Charles Ruault
- Montage : Catherine Kelber
- Production : Alain Terzian
- Sociétés de production[3] : Alpilles Productions, Amigo Productions, Gaumont International, France 3 Cinéma et Canal +
- Société de distribution : Gaumont Buena Vista International
- Budget : 9 500 000 €[4]
- Pays de production :  France
- Langues originales : français, allemand, anglais
- Format[5] : couleur - 35 mm - 2,35:1 (Cinémascope) - son Dolby
- Genre : comédie, fantastique
- Durée : 107 minutes
- Dates de sortie')[6] :
  - France : 27 janvier 1993
  - Suisse romande : 26 février 1993[7]
- Classification[8] :
  - France: tous publics[9]
  - Belgique : tous publics (Alle Leeftijden)[10]
  - Québec : tous publics (G - General Rating)[11]

## Distribution
- Christian Clavier : Jacquouille la Fripouille, le proche serviteur de Godefroy / Jacques-Henri Jacquart, descendant de Jacquouille et propriétaire du château de Montmirail
- Jean Reno : Godefroy Amaury de Malefête, comte de Montmirail, d'Apremont et de Papincourt, dit « le Hardi » / Hubert de Montmirail (en photo[12])
- Valérie Lemercier : Frénégonde de Pouille, fille du duc et promise de Godefroy / Béatrice Goulard de Montmirail, descendante de Godefroy et Frénégonde
- Marie-Anne Chazel : Ginette Sarcley, la SDF qui tombe amoureuse de Jacquouille
- Christian Bujeau : Jean-Pierre Goulard, médecin stomatologue (bien qu'il soit à plusieurs reprises qualifié à tort de dentiste) et mari de Béatrice
- Isabelle Nanty : Fabienne Morlot, attachée d'Edgar Bernay
- Didier Pain : Louis VI, dit « le Gros », roi de France
- Gérard Séty : Edgar Bernay, coprésident de la banque Bernay & Bernay
- Jean-Paul Muel : maréchal des logis Gibon, le gendarme que Godefroy drogue et enferme
- Arièle Semenoff : Jacqueline, la réceptionniste de l'hôtel
- Michel Peyrelon : Édouard Bernay, coprésident de la banque Bernay & Bernay
- Pierre Vial : le mage Eusæbius / Ferdinand Eusèbe, médium et descendant d'Eusæbius
- François Lalande : père Hervé (ecclésiastique), le curé chez qui Godefroy s'invite
- Didier Bénureau : l'interne Bauvin, médecin chargé de s'occuper de Godefroy
- Frédéric Baptiste : Freddy
- Pierre Aussedat : sergent-chef Morlet
- Tara Gano : la sorcière de Malcombe, arrêtée par Godefroy après avoir fait démonstration de ses pouvoirs à des paysans
- Stéphanie Marie : la princesse Kathlyn, maîtresse de Louis VI
- Michel Scourneau : Enguerrand le Balafré[n 1], membre de la maison de Godefroy
- Jean-Luc Caron : Ganelon, membre de la maison de Godefroy, présenté par celui-ci comme son fidèle serviteur
- Anna Gaylor : Thibaude de Montfaucon, mère de Frénégonde et ancêtre de Béatrice et de ses enfants Florian et Ondine
- Claire Magnin : la vieille femme rajeunie par la sorcière
- André Raffard : le mari de la vieille femme
- Éric Averlant : frère Raoul, le moine accompagnant Godefroy et ses hommes
- Jean-Pierre Clami : Rémy Vautrot, le patron du Courtepaille
- Thierry Liagre : Roger, le cuisinier du Courtepaille
- David Gabison : Jean-François, le maître d'hôtel du château
- Patrick Burgel : le duc Fulbert de Pouille, père de Frénégonde et ancêtre de Béatrice et de ses enfants Florian et Ondine
- Paul Bandey : Henri Ier Beauclerc, roi d'Angleterre
- Dominique Hulin : le guerrier anglais à la hache qui se fait décapiter par Godefroy
- Jean-Guillaume Le Dantec : le jardinier du château de Montmirail
- Gérard Vives : un infirmier du centre psychiatrique
- Dominique Delguste : l'infirmier du centre psychiatrique apportant les affaires de Godefroy (caméo non crédité)
- Jérôme Berthoud : le barman du bowling
- Madeleine Marie
- Yohan et Amandine Boyadjian : Florian et Ondine Goulard, les enfants de Jean-Pierre et Béatrice et descendance de Godefroy et Frénégonde
- Jean-Marie Poiré :  un paysan armé d'un couteau qui hurle à Jacquart « Donne tes bijoux, le drôle ! » (caméo)
- Katia Delagarde : la mariée jeune
- Éric Denize
- Bela Grushka : la servante de la princesse Kathlyn
- Nadia Vasil
- Katja Weitzenböck : Hilda, la baby-sitter allemande qui s'occupe de Florian et Ondine
- Olivier Wojciechowski : le vieil homme
- Théophile Sowié : le facteur noir que Godefroy et Jacquouille prennent pour un sarrasin

- Vincent Grass : le narrateur

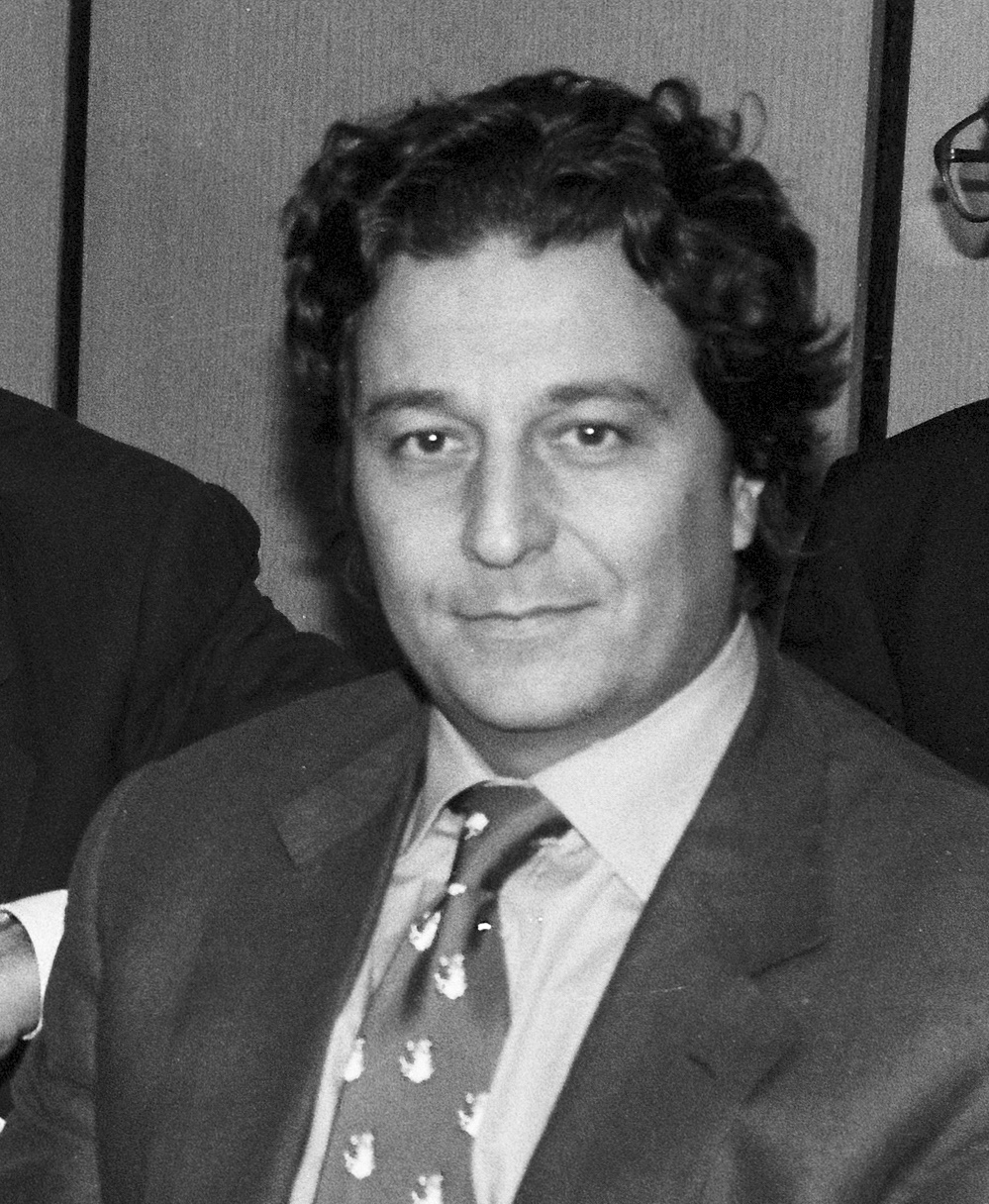
Christian Clavier
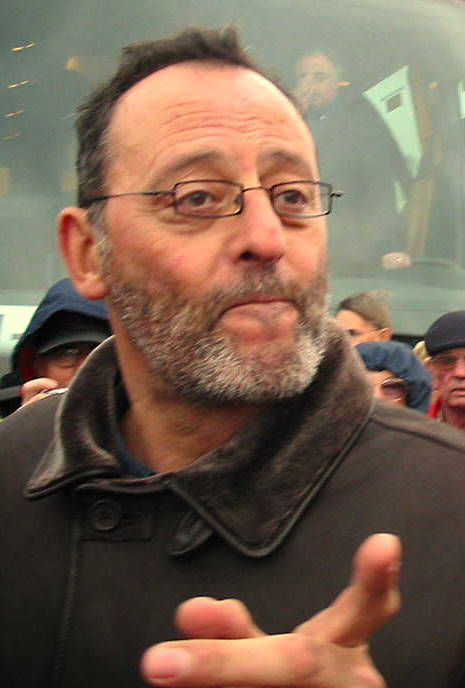
Jean Reno
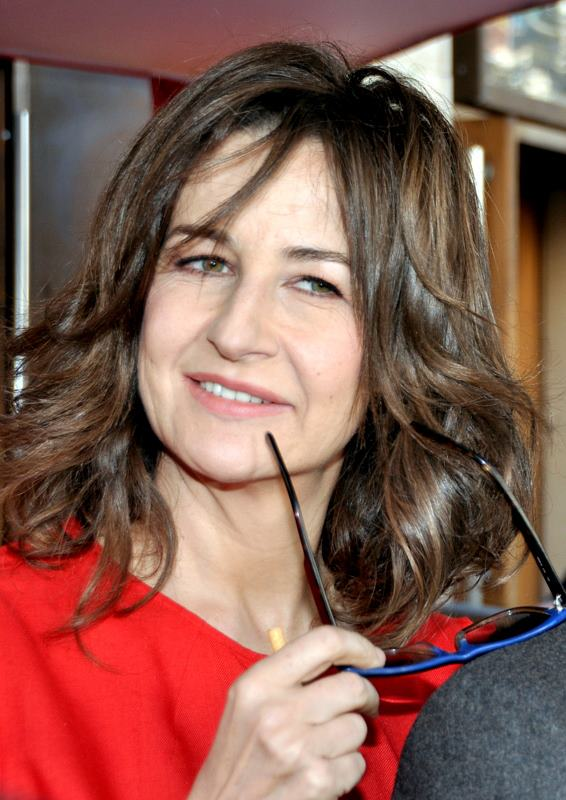
Valérie Lemercier
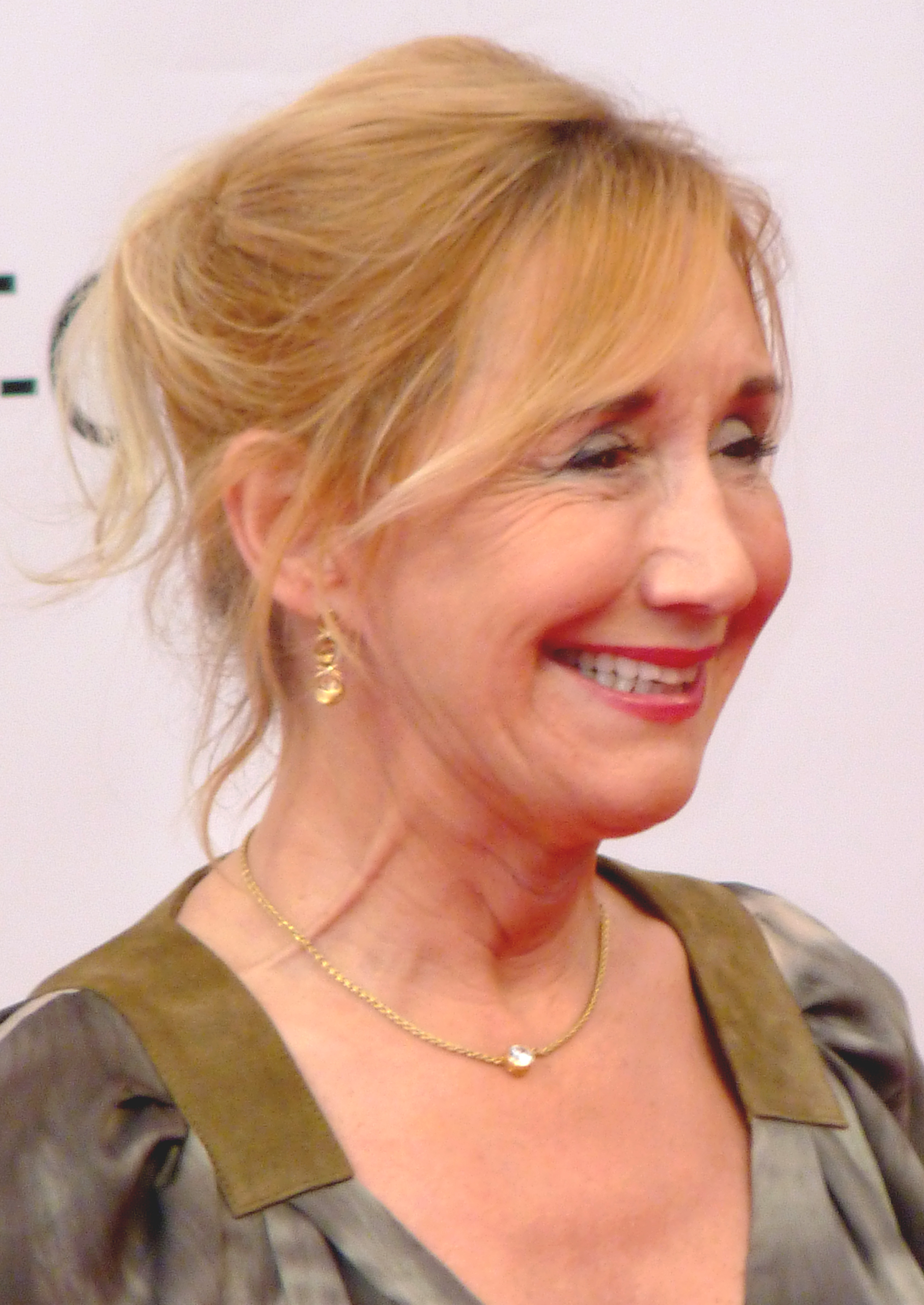
Marie-Anne Chazel
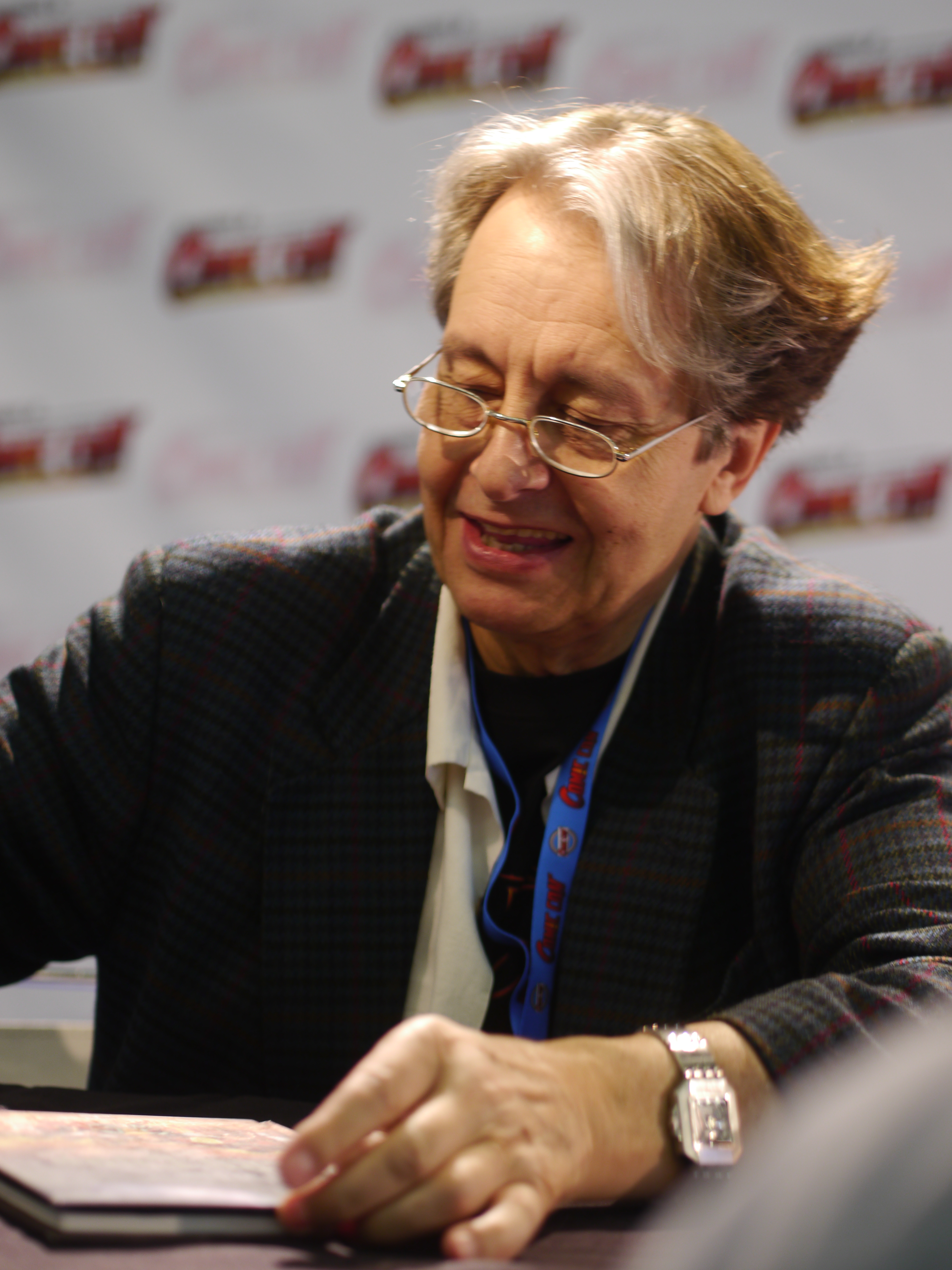
Christian Bujeau
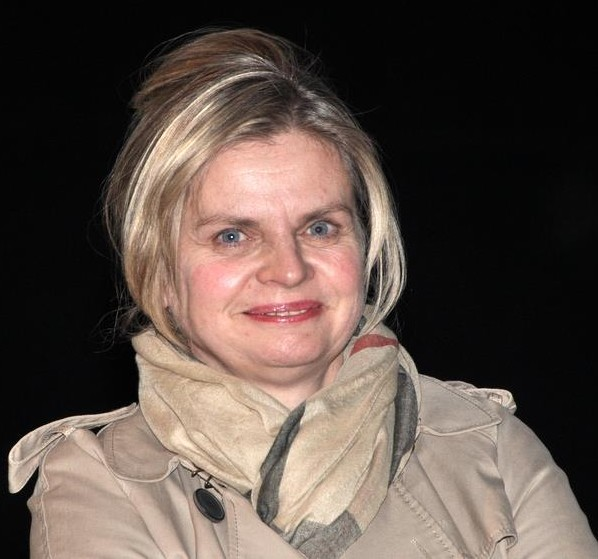
Isabelle Nanty
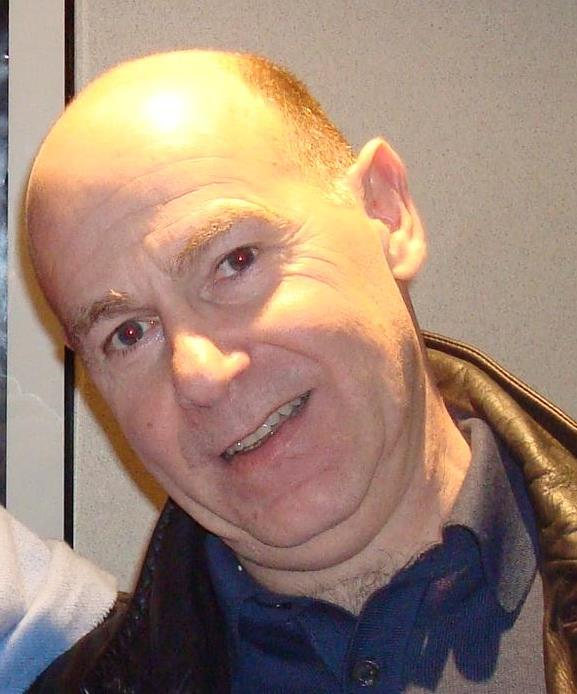
Didier Bénureau

## Production

### Genèse
La naissance du film remonte à 1990, lors d'un déménagement de Jean-Marie Poiré. Il trouve dans un carton un cahier d'écolier. Le réalisateur tombe sur une petite histoire de quatre pages écrite à 17 ans durant un cours de mathématiques. Elle sera la trame du scénario retravaillé par Christian Clavier et lui-même.

### Développement
Une partie du budget est financée par un placement de produit de marque à l'écran, à une fréquence inédite,,. Ainsi, sont visibles ou cités le dentifrice Émail Diamant, les vêtements de luxe Lacoste, Hartwood et Hermès, l'eau Thonon, La Poste, le parfum Chanel No 5, sujet d'un gag, les véhicules Range Rover et Renault Safrane, le loueur de voitures Avis, la chaîne de restaurants Courtepaille, les vitamines Juvamine et les cartes de crédit Visa ,,,. L'importance de ce procédé est critiqué. Il fut toutefois efficace pour les marques, la Renault Safrane a ainsi enregistré un taux de notoriété spontanée de 74 % dès la sortie du film,.
Le portrait de Godefroy âgé exposé dans la suite « Le Hardi » a été réalisé par l'artiste Odile Alliet,. Il s'inspire du portrait du duc de Montefeltro par Piero della Francesca.
Comme souvent, Les Visiteurs emploie des costumes ou accessoires créés ou utilisés lors de précédents films d'époque. La tenue d'Enguerrand « le Balafré » est celle que portait Alan Rickman en shérif de Nottingham dans Robin des Bois, prince des voleurs (1991).

### Distribution des rôles
| |  |  |
| Jacques Gastineau crée pour Christian Clavier une prothèse appliquée sur le visage pour la scène où Godefroy, victime d'hallucinations, voit Jacquouille avec une tête d'écureuil. |  |  |

À l'origine, Jean-Marie Poiré pensait attribuer le rôle de Godefroy de Montmirail à Didier Pain et celui de Béatrice à Jacqueline Maillan (qui avait joué dans Papy fait de la résistance) mais le producteur Alain Terzian lui a conseillé de réunir le trio de L'Opération Corned-Beef : Jean Reno, Christian Clavier (qui co-écrit une nouvelle fois le scénario avec Poiré) et Valérie Lemercier. Jacqueline Maillan n'a donc pas été retenue pour le film, et on n'a pas eu à le lui annoncer, car elle est morte en mai 1992, avant le tournage. Didier Pain, lui, joue finalement le rôle du roi Louis VI « le Gros ».
Gérard Vives, qui joue un petit rôle non crédité dans le film (l'un des infirmiers de l'hôpital psychiatrique), n'est pas encore connu du public : la série qui le rendra célèbre, Les Filles d'à côté, ne commence que fin 1993.
Au début du film, c'est Jean-Marie Poiré qui annonce « Messires, le roi ! ». Puis  lors du festin au château ,  « Le comte de Montmirail est à vue ! ».  Enfin il fait une apparition en paysan et menace Jacquart : « Donne tes bijoux, le drôle ! ». Il incarne aussi le premier personnage qui apparaît dans le film, un garde, et salue le spectateur après le générique de fin.
Dominique Hulin joue le guerrier anglais décapité par Godefroy. Cet acteur de 2,05 mètres jouait le professeur de gymnastique dans Les Sous-doués de Claude Zidi.

### Tournage

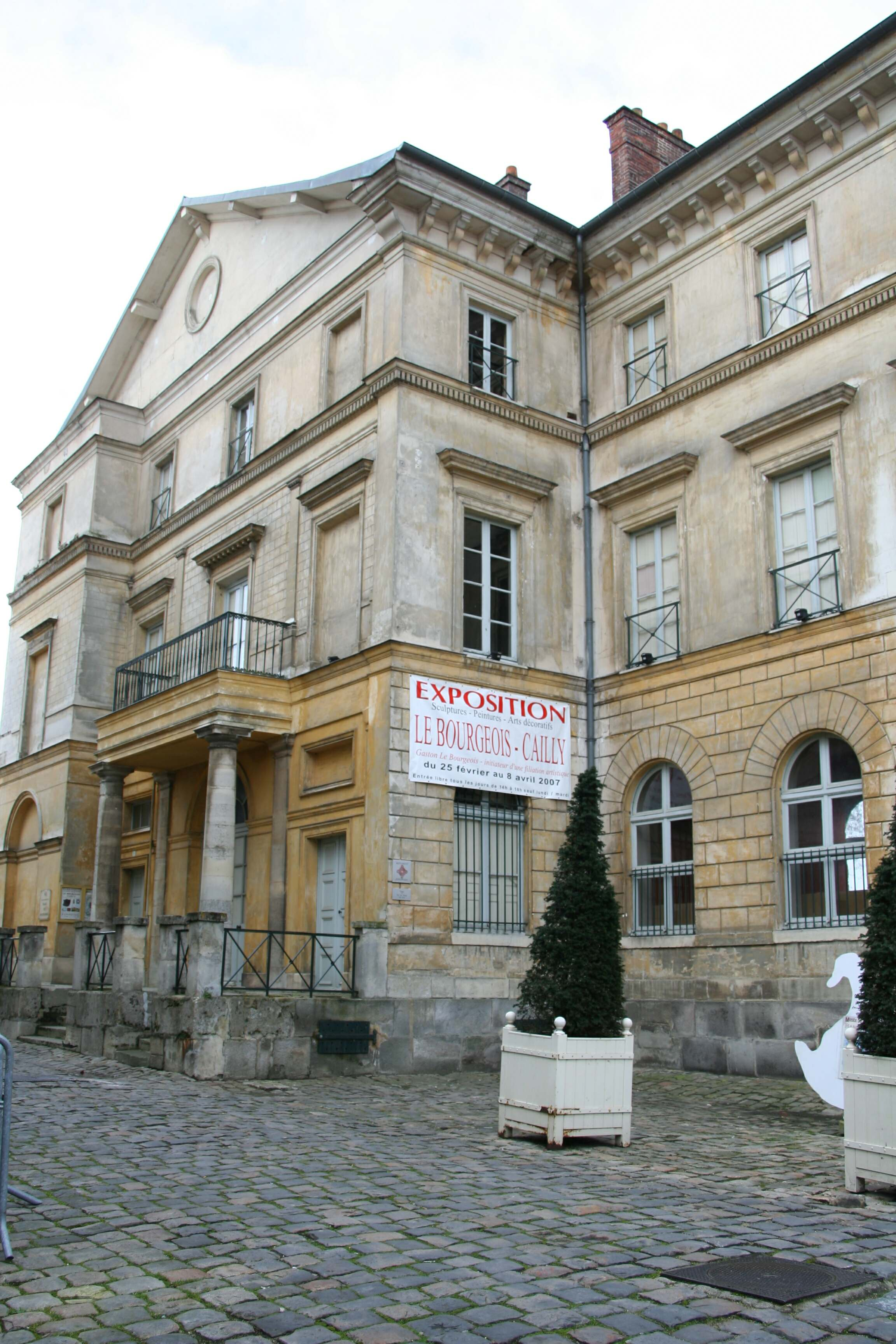
L'extérieur du palais du Roi de Rome de Rambouillet a servi au tournage de la courte scène dans laquelle Godefroy sort de chez Ferdinand Eusèbe.

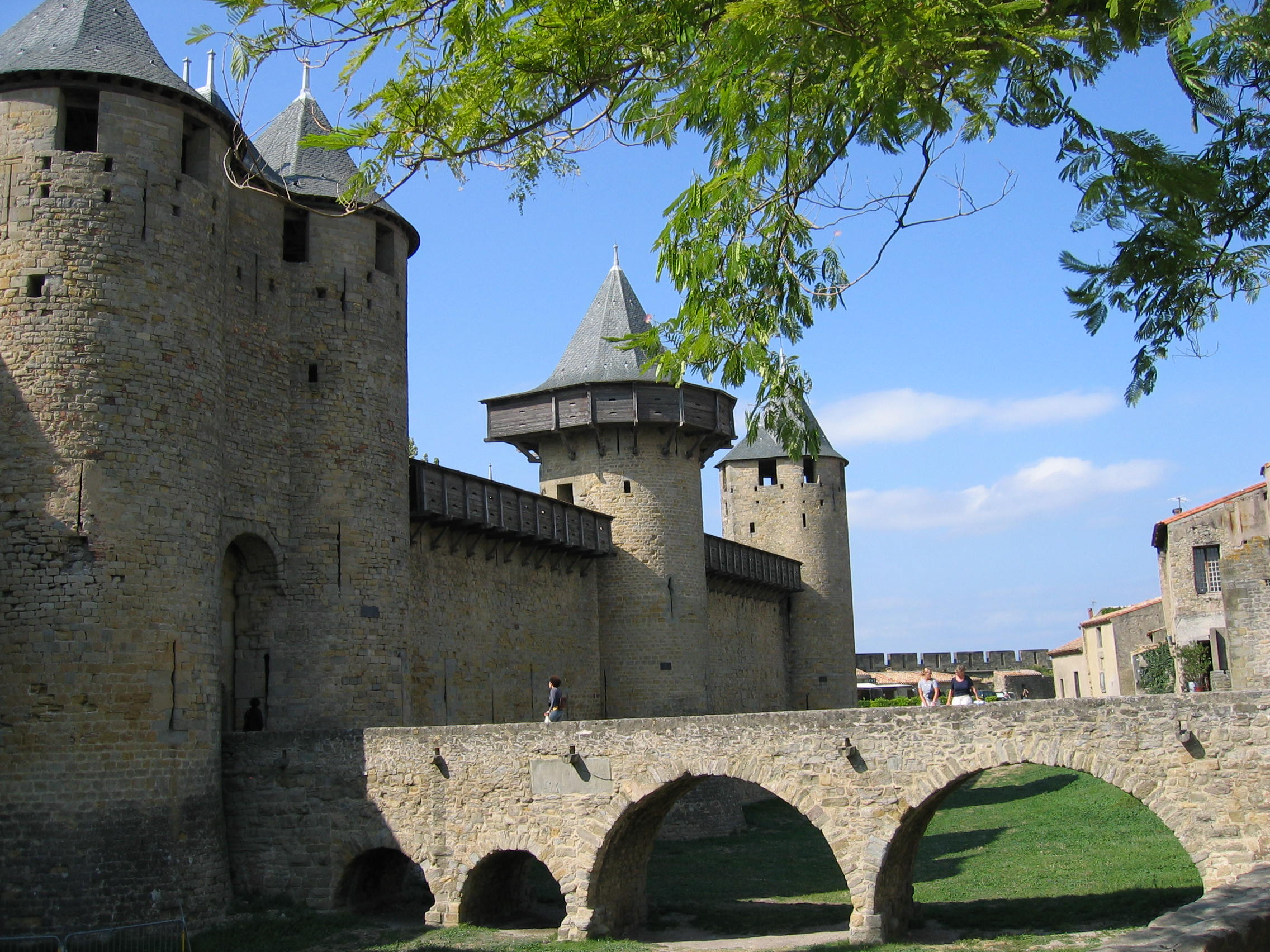
Entrée du château comtal de Carcassonne.

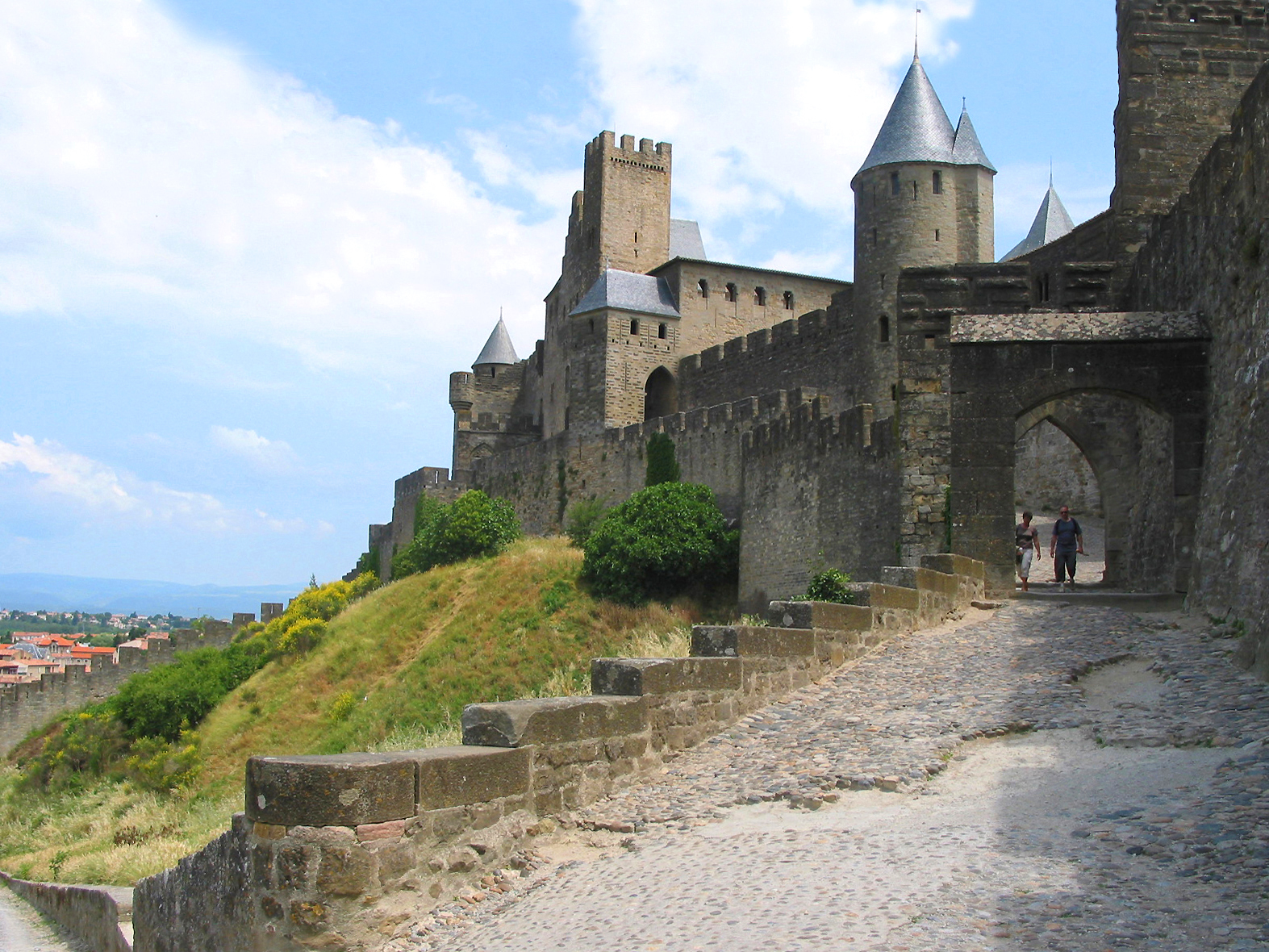
La porte de l'Aude, l'une des entrées de la cité de Carcassonne.

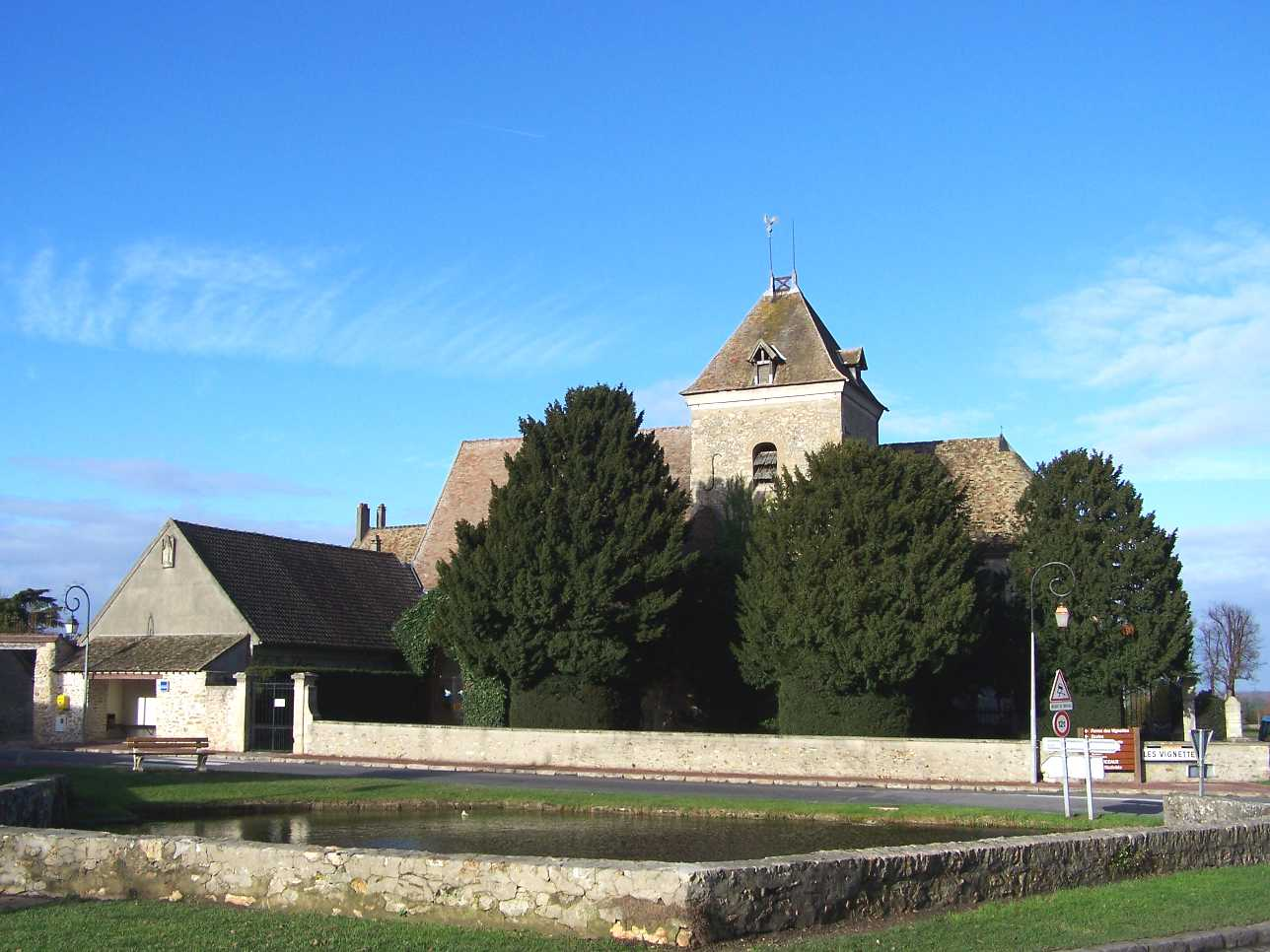
L'église et l'ancien abreuvoir de Thoiry (Yvelines).

Le château d'Ermenonville, dans l'Oise est le décor du château de Montmirail à l'époque actuelle. Et le château comtal de la Cité de Carcassonne, celui de l'époque médiévale.
Les plaques minéralogiques des voitures indiquent que le film a été tourné dans  l'Aude, à Carcassonne; dans l'Oise ; et dans le Val-d'Oise, où Jean Reno est à cheval sur le pont d'Argenteuil . On voit  l'ancienne centrale électrique de Gennevilliers ; à Cergy (la scène du restaurant Courtepaille). Ces départements sont situés de part et d'autre de la France. La voiture de la famille Goulard porte successivement les immatriculations de deux de ces départements.
Godefroy de Montmirail tire sur son beau-père dans la campagne de Carcassonne. Le plan qui suit la trajectoire de la flèche a été tourné à reculons, sur un travelling long de 100 mètres. L'équipe de rugby de Carcassonne enlevait au fur et à mesure les rails du travelling  pour qu'ils n'apparaissent pas dans le champ,.
Le château de Montbrun, d'ordinaire sur une plaine, se transforme lors des hallucinations, par effets spéciaux numériques
Godefroy demande asile à l'église de Thoiry dans les Yvelines. Pour des raisons d'angles et de prises de vue, le plan où le cheval de Godefroy frappe brusquement la porte de l'église avec ses sabots n'a pas été filmé à Thoiry, mais les répétitions ont bien été faites sur la porte de l'église Saint-Martin de Thoiry ; la porte garde les marques des sabots.  Les champs et  fils électriques haute tension, sont au plateau d'Andelu, à côté de Thoiry. La maison de Béatrice et Jean Pierre Goulard est celle du 6 rue des Vignettes,  à Thoiry, près de l'église.
Des scènes ont aussi été tournées au château de Vigny (Val-d'Oise).
Le film a été tourné entre juin et octobre 1992 : lors d'une interview télévisée, Jean Reno indique que le tournage à Carcassonne s'est déroulé lors des inondations de l'été 1992 et que le tournage en région parisienne, en studio, a eu lieu en août/septembre 1992,  ensoleillés et chauds, ce qui a embelli le mois d'octobre. Néanmoins, dans une scène, un passant arbore Le Parisien avec la une « Tout Schuss » datant du 9 février 1992.

## Bande originale
Bandes originales par Éric Lévi
L'Opération Corned-Beef
(1991) La Vengeance d'une blonde
(1994)
Bandes originales de Les Visiteurs
Les Visiteurs 2
(1998)
Jean-Marie Poiré a de nouveau recours, pour la musique du film, au guitariste Éric Lévi, qui avait composé la musique de  L'Opération Corned Beef. Lévi avait fondé le groupe de hard rock français Shakin' Street, en 1975.
Le film se déroulant en deux époques, le Moyen Âge et le XXe siècle, Lévi, ne voulant  pas s'inspirer de la musique médiévale, écrit une musique originale avec un thème choral façon Carmina Burana, qu'il mixe avec des guitares électriques du guitariste Philippe Manca et des sonorités plus modernes. Les chants sont en anglais ou dans une langue imaginaire proche du latin, rappellant le chant grégorien. Selon Éric Lévi, associer ces sonorités new age et rock, une ambiance médiévale et chevaleresque, et des chants pseudo-grégoriens, représente « l'aspect plus moderne, voire anachronique, de deux hommes du Moyen Âge perdus dans une époque qui n'est pas la leur ».
Le musicien utilise aussi  de « grosses musiques orchestrales à l'hollywoodienne ». Ainsi, les morceaux Le chevalier de Montmirail et Où vit l'enchanteur sont un pastiche de la bande originale du film américain Robin des Bois, prince des voleurs composée par Michael Kamen : ils reprennent les « mêmes figures mélodiques, les mêmes orchestrations et les mêmes rythmes ». Un procès aurait été intenté à Lévi pour ce supposé plagiat.
Deux extraits de musiques classiques de Felix Mendelssohn, compositeur allemand du XIXe siècle,  sont utilisés : l'un tiré de sa Symphonie no 3, dite Symphonie écossaise ; l'autre de son Concerto pour violon no 2. d'ailleurs utilisée dans les deux films suivants.
Lévi, n'étant pas expert de l'écriture pour orchestre, appelle le compositeur Frederick Rousseau, ancien assistant de Vangelis et de Jean-Michel Jarre et à l'arrangeur Yvan Cassar. Les chants grégoriens / new age (que l'on entend principalement dans Enae Volare) sont interprétés par l'English Chamber Choir (en), sous la direction du chef de chœur Guy Protheroe (en).
La bande originale du film sort en CD et en cassette audio en 1993,, : à l'instar du film, elle obtient un large succès commercial, notamment grâce au morceau Enae Volare, conduisant Éric Lévi à fonder plus tard le projet musical Era. La musique du film est nommée pour le César de la meilleure musique originale lors de la 19e cérémonie des César en 1994, mais la composition de Cheb Khaled pour Un, deux, trois, soleil  remporte le prix.
| 1.  | Ouverture                         | Éric Lévi                                      | 0:46 |
| 2.  | Concerto pour violon en mi mineur | Felix Mendelssohn (ré-orchestré par Éric Lévi) | 1:23 |
| 3.  | Enae Volare (générique de fin)    | Éric Lévi et Guy Protheroe (en)                | 1:33 |
| 4.  | Funerals                          | Éric Lévi                                      | 1:18 |
| 5.  | Le Chevalier De Montmirail        | Éric Lévi                                      | 2:15 |
| 6.  | Le Roi                            | Éric Lévi                                      | 1:01 |
| 7.  | Le Convoi Et La Sorcière          | Éric Lévi                                      | 0:59 |
| 8.  | Enae Volare                       | Éric Lévi et Guy Protheroe (en)                | 3:07 |
| 9.  | Witch Trick                       | Éric Lévi et Frederick Rousseau                | 0:18 |
| 10. | Hallucinations                    | Éric Lévi et Yvan Cassar                       | 0:43 |
| 11. | L'ours Et La Flèche               | Éric Lévi                                      | 0:33 |
| 12. | Cantique                          | Éric Lévi et Guy Protheroe (en)                | 0:35 |
| 13. | Maybe Baby                        | Éric Lévi et Adam Lawson                       | 4:12 |
| 14. | Le Livre Des Montmirail           | Éric Lévi                                      | 0:20 |
| 15. | Où Vit L'enchanteur               | Éric Lévi                                      | 0:34 |
| 16. | C'est Diablerie                   | Éric Lévi                                      | 3:15 |
| 17. | La Forêt Interdite                | Éric Lévi                                      | 1:12 |
| 18. | Messe Noire                       | Éric Lévi et Guy Protheroe (en)                | 1:13 |
| 19. | Rendez-Vous Secret                | Éric Lévi                                      | 1:04 |
| 20. | Symphonie Ecossaise               | Felix Mendelssohn (ré-orchestré par Éric Lévi) | 0:27 |
| 21. | Le Banquet De Frénégonde          | Frederick Rousseau                             | 0:46 |
| 22. | Chez L'enchanteur                 | Éric Lévi et Frederick Rousseau                | 1:05 |
| 23. | Transformation                    | Éric Lévi et Frederick Rousseau                | 2:00 |
| 24. | 1993 !                            | Éric Lévi                                      | 0:22 |
| 25. | Cavalcade                         | Éric Lévi                                      | 1:00 |
| 26. | No Way Out                        | Éric Lévi et Frederick Rousseau                | 0:17 |
| 27. | Dragonal                          | Éric Lévi                                      | 1:06 |
| 28. | Mille Ans Nous Séparent           | Éric Lévi et Frederick Rousseau                | 0:27 |
| 29. | Le Sceau Des Montmirail           | Éric Lévi et Frederick Rousseau                | 0:41 |
| 30. | Adieu Dame Béatrice               | Éric Lévi                                      | 1:10 |
| 31. | Le Chant Du Temps                 | Éric Lévi et Frederick Rousseau                | 0:24 |
| 32. | Les Oubliettes                    | Éric Lévi et Frederick Rousseau                | 2:01 |
| 33. | C'est Okay (Version Single)       | Éric Lévi                                      | 3:45 |

Autres chansons du film :
- Jacquouille nous gratifie de deux inédites :  l'une chantée avec Godefroy lors du dîner, se moque du « bailli du Limousin » qui fut « fendu » puis « pendu avec ses tripes » et l'autre, qu'il chante dans le bain, évoque un chevalier qui s'en va « guerroyer à la croisade » ;
- dans le bowling où sont Jacquouille et Ginette est diffusée la chanson Passion for War/Love, composée par Lévi pour L'Opération Corned-Beef.

## Exploitation et accueil

### Promotion
Le 20 janvier 1993, Jean Reno, Christian Clavier, Valérie Lemercier et Marie-Anne Chazel participent à l'émission Sacrée Soirée, animée par Jean-Pierre Foucault ; tous les acteurs sont dans leurs costumes du film, Christian Clavier portant le costume jaune de Jacquart et Valérie Lemercier la tenue de Béatrice.

### Accueil critique

#### Presse
Les Visiteurs obtient un accueil positif des critiques professionnels, obtenant une moyenne de 3,2⁄5 sur le site Allociné, pour cinq critiques. Dans les pays anglophones, l’accueil est plus mitigé, obtenant 31 % sur le site Rotten Tomatoes, pour 13 critiques et une moyenne de 5,3⁄10.
Parmi les critiques positifs, Monique Pantel de France Soir note dans son avis sur le film que « le film commence comme une épopée de chevalerie, et petit à petit, tombe dans le délire total », ajoutant que « le plus beau (…) c'est qu'on s'identifie aux personnages, surtout à Jacquouille la fripouille », tandis que pour Camille Nevers des Cahiers du cinéma, « ça fonctionne, malgré quelques erreurs de dosages, le film relève le pari de son sujet ».
Parmi les critiques mitigées ou négatives, Positif trouve le long-métrage « lourd mais efficace », tandis que Marie-Elisabeth Rouchy de Télérama écrit qu'« on sourit, mais c'est pour passer le temps ».

#### Public
Depuis, le film est devenu un véritable phénomène, le hissant au rang de film culte.

### Box-office en France
Malgré ses 13,78 millions d'entrées au total, le film débuta en fait plutôt modestement (comme un film qui ne dépasserait pas deux ou trois millions d'entrées) ; en deuxième semaine, il attire 150 000 personnes de plus que la première. Mais au fil du temps, la fréquentation se maintient et le film devient finalement l'un des plus grands succès du box-office en France.
Lors de son premier jour d'exploitation, il attire 23 000 spectateurs à Paris.
| Sem. | Entrée  | Cumul     | Évolution |
| ---- | ------- | --------- | --------- |
| 1    | 518 997 | 518 997   |           |
| 2    | 669 883 | 1 188 880 | + 150 886 |
| 3    | 648 624 | 1 837 504 | - 21 259  |
| 4    | 689 724 | 2 527 228 | + 41 100  |
| 5    | 744 335 | 3 271 563 | + 54 611  |
| 6    | 657 430 | 3 928 993 | - 86 905  |
| 7    | 503 756 | 4 432 749 | - 153 674 |
| 8    | 350 821 | 5 176 531 | - 152 935 |
| 9    | 323 940 | 5 500 471 | - 26 881  |
| 10   | 346 115 | 5 857 717 | + 22 175  |
| 11   | 315 363 | 6 173 080 | - 30 752  |
| 12   | 290 094 | 6 463 179 | - 25 269  |

Le film fait 13 782 991 entrées, ce qui en fait :
- le 10e au box-office français, tous pays confondus ;
- le 5e film français au même box-office, en 2012[39], avec 13 780 000 entrées, derrière Bienvenue chez les Ch'tis (20 479 826 entrées), Intouchables (19 385 300 entrées), La Grande Vadrouille (17 270 676 entrées) et Astérix et Obélix : Mission Cléopâtre (14 559 509 entrées).

À sa sortie, le film rapporte 98 754 810 $ de recettes.

### Sorties internationales
Outre les pays francophones limitrophes, Les Visiteurs sort aussi la même année en Allemagne le 20 mai (Die Besucher), en Turquie le 28 mai (Ziyaretçiler), en République tchèque le 17 juin (Návstevníci), en Corée du Sud le 3 juillet, en Norvège le 6 août (Gjestene fra fortiden), en Espagne le 3 septembre (Los visitantes: ¡No nacieron ayer!), en Suède le 10 septembre, au Danemark le 17 septembre (Gæsterne kommer), au Portugal le 8 octobre (Os Visitantes) et au Japon le 18 décembre (おかしなおかしな訪問者). Le film sort l'année suivante en Hongrie le 20 janvier (Jöttünk, láttunk, visszamennénk), au Royaume-Uni le 4 février, en Lituanie le 8 avril (Ateiviai ou Svečiai), en Pologne le 22 avril, au Brésil le 6 mai (Os Visitantes: Eles Não Nasceram Ontem!), aux Pays-Bas le 30 juin, en Finlande le 22 juillet (Vierailijat en finlandais et Visitörerna en suédois), en Italie le 10 novembre (I visitatori) et en Russie (Пришельцы), puis en Argentine le 9 février 1995 (Los visitantes del tiempo) et en Australie le 10 octobre 1996.
Le film est doublé notamment en allemand, en espagnol, en italien et en russe. Une tentative de doublage en anglais, au côut d'un demi-million de dollars, est supervisée par Mel Brooks pour une diffusion aux États-Unis mais cette version ne plaît pas au public test d'adolescents, ni à Jean-Marie Poiré qui trouve son film transformé en parodie dans laquelle Godefroy est affublé d'un « accent français si caricatural qu'il en est pratiquement incompréhensible »,. Le film sort finalement aux États-Unis le 12 juillet 1996, dans une version sous-titrée, ; l'impossibilité de faire un doublage correct mène à l'idée du projet de remake.
La comédie est également exploitée en Autriche (Die Besucher), en Bulgarie (Дошли от миналото), au Canada en français et en anglais, en Croatie (Daleki rođaci), en Équateur, en Grèce (Οι επισκέπτες), au Mexique (Los visitantes), en Pologne (Goście, goście…), en Roumanie (Vizitatorii), en Serbie (Посетиоци), en Slovaquie (Návštevníci), en Slovénie (Obiskovalci), en Suède (Visitörerna), à Taïwan (時空急轉彎), en Ukraine (Прибульці) et au Viêt Nam (Ngài Bá Tước Lạc Vào Tương Lai). Le titre international anglophone est : The Visitors.
Les Visiteurs enregistre 1 040 822 entrées en Espagne[réf. nécessaire], 337 618 entrées en Allemagne,, 148 260 entrées en Suisse[réf. nécessaire], 132 513 entrées au Québec, 66 427 entrées en Corée du Sud, 49 579 entrées en Russie et 10 376 entrées au Danemark[réf. nécessaire]. Aux États-Unis, le film atteint péniblement la 48e position du box-office lors de sa première semaine d'exploitation puis cumule 149 300 entrées. En mars 1994, le magazine Le Film français estime à 347 millions de francs les recettes engrangées par le film dans le monde.

## Distinctions

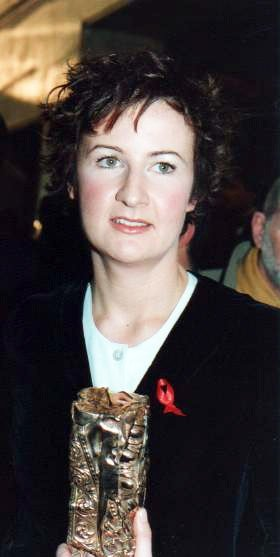
Valérie Lemercier avec son César de la meilleure actrice dans un second rôle lors des César 1994. À l'époque, sa filmographie ne comptait que six films.

Nommé neuf fois (dont deux fois au César du meilleur acteur pour Christian Clavier et pour Jean Reno et même au César du meilleur film) lors de la 19e cérémonie des César en 1994, le film se retrouve en face d'autres succès de l'année 1993 comme Smoking / No Smoking et surtout Germinal, nommé douze fois. Les Visiteurs ne remporte finalement qu'une seule récompense, celle de la meilleure actrice dans un second rôle, décernée à Valérie Lemercier pour son double-rôle dans le film : elle le reçoit des mains de Francois Cluzet et Anouk Grinberg.

### Récompenses
- Césars 1994 : César de la meilleure actrice dans un second rôle pour Valérie Lemercier[49],[50]

### Nominations
- Césars 1994[49],[50] : 
  - Meilleur film français de l'année pour Jean-Marie Poiré,
  - Meilleur réalisateur pour Jean-Marie Poiré,
  - Meilleur scénario original ou adaptation pour Christian Clavier et Jean-Marie Poiré,
  - Meilleur acteur pour Christian Clavier,
  - Meilleur acteur pour Jean Reno,
  - Meilleure musique originale pour Éric Lévi,
  - Meilleur montage pour Catherine Kelber,
  - Meilleurs costumes pour Catherine Leterrier.

## Autour du film

### Remake
En 1994, ce film populaire est détourné en une version pornographique intitulée Les Visiteuses avec Tabatha Cash.
Le film fait aussi l'objet d'un remake américain, Les Visiteurs en Amérique, réalisé aussi par Jean-Marie Poiré et comprenant Jean Reno et Christian Clavier dans sa distribution : sorti en 2001, il n'a pas connu le même succès que le film original, n'ayant trouvé son public ni aux États-Unis, ni en France.

### Postérité
Le film est diffusé pour la première fois à la télévision le 23 septembre 1994 en crypté sur Canal+, puis pour la première fois en clair le 1er avril 1996 sur France 3, avec 46,6 % de parts de marché.
Le jeu survolté de Christian Clavier, né de l'interprétation de Jacquouille et surtout de Jacquart dans le film, a souvent été reproché à l'acteur : dès son film suivant, Les Anges gardiens, son interprétation est sans cesse comparée à celle du personnage de Jacquouille, et ce même quand il interprète un autre personnage connu, Astérix.
Jacquouille la Fripouille étant le rôle le plus connu de la carrière de Christian Clavier (avec Astérix), il lui a rendu hommage en appelant sa société de production Ouille Productions : celle-ci participa à la production des Visiteurs 3. Jean-Marie Poiré, lui aussi, a rendu un hommage au personnage en nommant sa société de production Okay Films mais, après l'échec des Visiteurs en Amérique, il la renomma Comédie Star.
En 2025, un sondage classe Les Visiteurs comme la septième comédie préférée des Français.

### Anecdotes
- Pour composer son personnage de Jacquouille la Fripouille, Christian Clavier, passionné de bande dessinée, s'est inspiré des traits de caractère de Pirlouit[54].
- Le déplacement dans le temps distingue bien la richesse de la pauvreté : Godefroy devient une statue de cristal qui éclate tandis que Jacquouille se transforme en tas de matière fécale. Ce sera également le cas dans Les Couloirs du temps : Les Visiteurs 2 et Les Visiteurs en Amérique, mais avec davantage d'effets spéciaux.
- Le titre de travail du film était  « Les chevaliers de Louis VI le gros »
- Le film contient environ 2 000 plans (alors que la moyenne habituelle est de 500 à 700 plans par film)[23].
- Un clin d’œil est fait à deux des producteurs du film, Alain Terzian et Patrice Ledoux : on peut voir, lorsque Godefroy, Jacquouille, Béatrice et Jean-Pierre quittent le centre psychiatrique, deux panneaux, l'un indiquant le service du docteur A. Terzian et l'autre celui du professeur P. Ledoux.
- Un clin d’œil est fait au film L'Opération Corned-Beef dans la scène se déroulant au bowling : la chanson qui y est diffusée est Passion For War / Love, qui est le titre principal de la bande originale du précédent film de Jean-Marie Poiré.
- Jean-Marie Poiré aurait imaginé cette histoire en visitant la Grand-Place d'Arras alors qu'il avait 17 ans. C'est à la suite d'un déménagement qu'il retrouva ses notes 30 ans plus tard. À l'époque, il envisageait de réaliser un court métrage avec Robert Dalban et Robert Hossein[55].

### Faux raccords
- Si vous ne connaissez pas le sujet, laissez ce bandeau (vous pouvez alors contacter les auteurs).
- Si vous supprimez le contenu mis en cause (vous pouvez préalablement contacter les auteurs),

argumentez précisément cette suppression dans la page de discussion
(un manque de référence n'est pas un argument ; une recherche réelle de référence doit avoir été effectuée, être formellement documentée).
- Scène où Godefroy tue par erreur le duc Fulbert de Pouille, père de Frénégonde : tous les plans qui amènent cette scène montrent d'une part le groupe de Godefroy arrivant par la droite de l'image, regardant vers le château qui se trouve à la gauche de l'image, et d'autre part Frénégonde courant vers Godefroy, poursuivie par son père, tous deux sortant du château et se dirigeant donc vers la droite de l'image. Le carreau d'arbalète tiré par Godefroy vers le duc de Pouille devrait donc en toute logique cinématographique venir de la droite de l'image et se diriger vers la gauche. Première erreur de montage : sur un plan Frénégonde regarde la trajectoire du carreau de la gauche vers la droite. Deuxième erreur de montage : sur un plan Frénégonde hurle en regardant vers la droite, réalisant que son père va être atteint par le carreau.
- Lorsque Jacquouille dévisse la tête de la statue pour y cacher les bijoux du Duc de Pouille, le cou du chapeau est sculpté de forme hélicoïdale alors que l'intérieur de la tête n'a pas de visage[56].
- Lorsque la camionnette postale arrive vers Jacquouille, elle roule tantôt sur la ligne blanche tantôt au milieu de la route. Par la suite, lorsqu'elle s'arrête devant l'écuyer, sa roue est sur une ligne blanche alors que celle-ci n'apparaît plus sous cette même roue dans certains plans suivants.
- La Renault 4 de la Poste est immatriculée dans le département de l'Aude (11), lieu de tournage de certaines scènes du film, alors que l'histoire est censée se dérouler en région Île-de-France.
- Après avoir traversé les champs avec le cheval, Godefroy rejoint la route par un rond-point, entrant ainsi dans le village de Parnans sous Montmirail. On peut observer que le panneau d'entrée est orienté vers le champ au lieu de la route.
- Lorsque Godefroy tend le calendrier au père Hervé, le bloc est transpercé avec l'épée par le côté arrière. Or si l'objet était accroché au mur, il est peu probable que le comte médiéval ait pu le prendre avec sa lame dans ce sens.
- Le père Hervé annonce que Godefroy lui a dit être né en 1076 alors que Godefroy lui-même dit être né en 1079. La date de 1076 est cependant retenue pour la page de Godefroy dans le grand livre des Montmirail.
- Lorsque Béatrice interrompt Jean-Pierre pour lui parler de son cousin Hubert, le dentiste[57] a son masque rabaissé, des gants en caoutchouc et la poche vide. À partir du moment où Béatrice veut lui montrer le livre des Montmirail, Jean-Pierre a soudainement le masque rangé dans sa poche et n'a plus de gants aux mains.
- La plaque d'immatriculation de la Renault Safrane de Béatrice change plusieurs fois de numéro selon les scènes
- Lorsque Jean-Pierre roule doucement avec Godefroy passant la tête par la fenêtre, il n'excède pas 10 km/h. Pourtant, un des plans avec Béatrice montre que la voiture roule soudainement plus vite (vers 70 km/h). De plus, on peut apercevoir le panneau d'ombrage dans le reflet du camion que la voiture croise.
- Lorsque Godefroy jette sa monnaie au visage de Jacquart, au château, l'une des pièces roule sur le coin d'une marche, derrière lui. Au plan suivant, elle n'est plus là, puis elle réapparaît ensuite au même endroit.

## Analyse

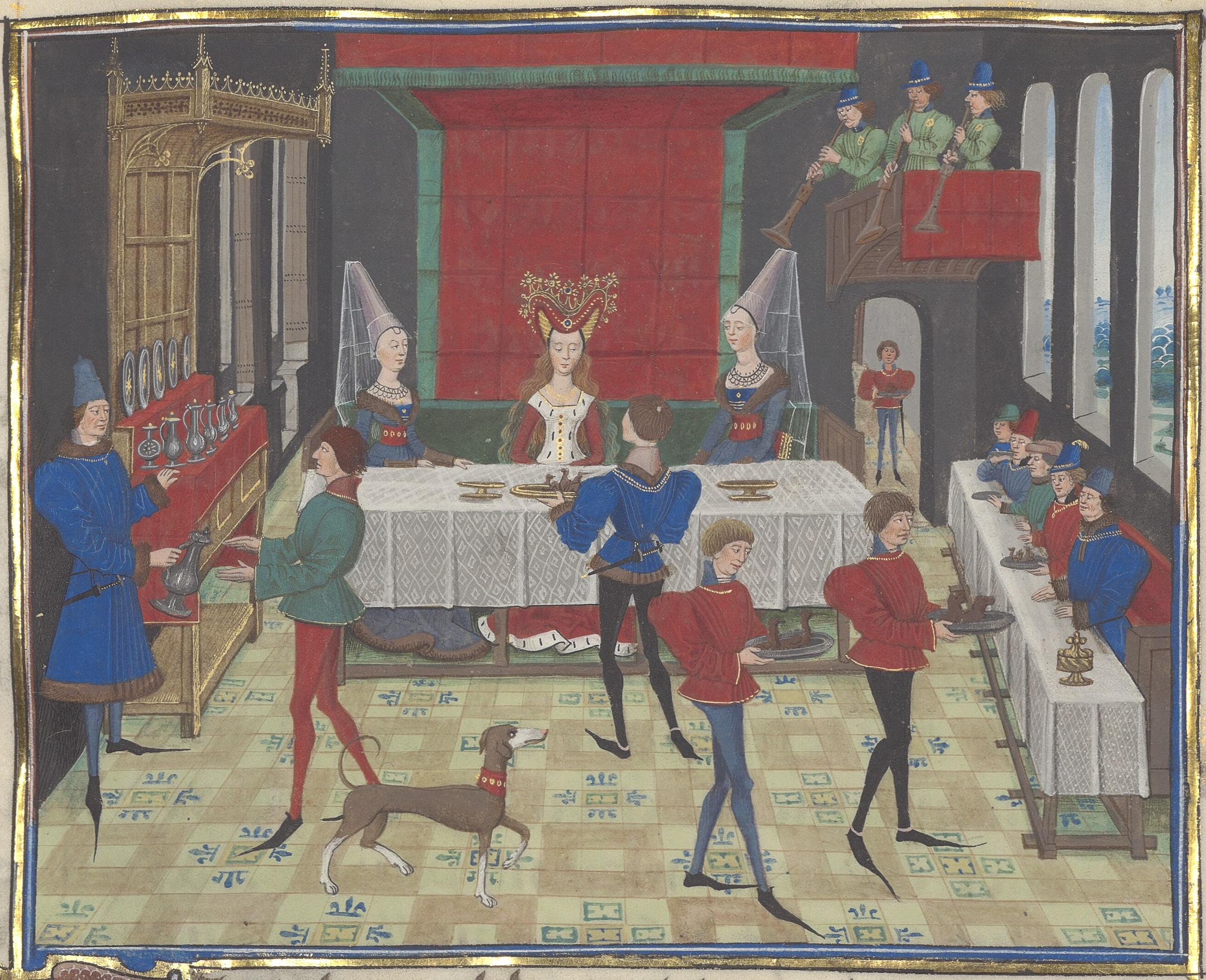
Des poulaines et des hennins aperçus dans une miniature de Loyset Liédet illustrant la Chanson de Renaud de Montauban, XV.

Si les chaussures de l'armure et de l'habit de Godefroy de Montmirail correspondent à la mode de la noblesse médiévale d'en porter de très longues, les solerets et les poulaines portées par le chevalier à ses pieds sont des inventions postérieures à son époque d'origine, l'année 1123. De même, le hennin, porté par Frénégonde, n'est apparu qu'au Moyen Âge tardif, vers 1420, soit près de trois siècles après.
Toutefois, des erreurs historiques sont à noter et le film véhicule de nombreux clichés sur le Moyen Age. Les désordres d'hygiène corporelle, l'odeur de pieds, les dents pourries, sont plus des idées reçues sur le Moyen Age que des informations historiquement exactes. 

## Produits dérivés

### Jeux de société
- Les Visiteurs, le jeu (1993)

### Jeux vidéo
- Les Visiteurs, le jeu sort en 1998 sur PC. L'année suivante, une version Game Boy Color est éditée.
- Les Visiteurs : La Relique de Sainte Rolande sort sur PC et PS1 en 2001.